# Ditmir Bushati
Ditmir Bushati (Scutari, 24 marzo 1977) è un politico albanese, ministro degli affari esteri dal 2013 al 2019.

## Biografia
Nato a Scutari ha conseguito la laurea presso la facoltà di giurisprudenza dell'Università di Tirana nel 1999, ottenendo poi un master in diritto internazionale pubblico dall'Università di Leida nel 2001.

### Carriera politica
Ha lavorato come direttore dell'approssimazione legale presso il Ministero per l'integrazione europea, partecipando all'Accordo di stabilizzazione e associazione firmato dall'Albania e dall'Unione europea. Ha inoltre servito da consulente sugli affari europei per il Vice primo ministro albanese, da consulente legale presso la Corte costituzionale, l'ufficio del Presidente della Repubblica e presso il Tribunale penale internazionale per l'ex-Jugoslavia.
Nel 2009 è stato eletto al parlamento albanese con il Partito Socialista d'Albania (PSSH) nella prefettura di Tirana, venendo rieletto nel 2013. Come parlamentare è stato membro della Commissione parlamentare congiunta UE-Albania tra il 2009 e il 2013 e presidente della Commissione parlamentare per l'integrazione europea tra il 2011 e il 2013.
Nel settembre 2013 è stato nominato dal primo ministro Edi Rama, ministro degli affari esteri, carica che ha mantenuto fino al 21 gennaio 2019.

## Vita privata
È sposato con Aida Gugu Bushati, con la quale ha avuto due figli: Hera e Martin.
Parla correntemente, oltre alla lingua madre, inglese e italiano e parla francese.

## Pubblicazioni
- Il catalizzatore di sicurezza europea, su project-syndicate.org.
- Energy-Node sicurezza nell'Europa sudorientale, su ecfr.eu.
- Albania, promotore dei diritti umani, su punetejashtme.gov.al. URL consultato il 7 ottobre 2015 (archiviato dall'url originale il 7 ottobre 2015).
- Partenariato strategico, un modello per la cooperazione regionale, su punetejashtme.gov.al. URL consultato il 7 ottobre 2015 (archiviato dall'url originale il 7 ottobre 2015).